# Amalia Freud
Amalia Freud, de son nom complet Amalia Malka Nathansohn Freud, née le 18 août 1835 à Brody, en Galicie ukrainienne (à l'époque dans l'empire d'Autriche) et morte le 12 septembre 1930 à Vienne, est la mère de Sigmund Freud. Elle parle essentiellement le yiddish.

## Biographie
Amalia Freud-Nathanson, troisième femme de Jacob Freud (1815–1896), est née « à une date, que la tradition situe au 18 août 1835, à Brody » , dans une « famille juive de la Galicie orientale, province polonaise rattachée à l'Autriche ». Elle est la fille de Jakob et Sara Natanson, une famille ayant émigré de Brody, puis d’Odessa avant de s’établir à Vienne. Le calendrier juif rend incertaine la date de naissance de la mère de Sigmund Freud, fille de Jacob Nathanson et de Sara, née Wilenz, même si la tradition familiale la fixe « le même jour que la date de naissance de l'empereur d'Autriche ». Amalia Nathanson passe une partie de son enfance à Odessa, et ses parents s'installent à Vienne alors qu'elle est encore très jeune. Elle a trois frères aînés, le cadet Julius meurt de tuberculose à Vienne en 1858 : Alain de Mijolla souligne qu'il meurt « la même année que le frère cadet de Sigmund Freud, également prénommé Julius ».
En 1855, elle épouse Jakob Freud (même prénom que son père) qui est son aîné de vingt ans : le mariage est célébré « par le rabbin Isaac Noah Mannheimer selon le rite réformé »,. C'est à Freiberg en Moravie où elle est venue vivre avec son mari qu'elle donne naissance un an plus tard à Sigmund Freud le 6 mai 1856 qui est le premier de ses huit enfants et auquel sera attribué le prénom de son grand-père paternel, Schlomo, prénom que Sigmund Freud « ne portera jamais »,.
Elle meurt le 12 septembre 1930 à Vienne, neuf ans avant son fils. De nationalité autrichienne, ayant parlé majoritairement le yiddish, elle repose dans l'ancien cimetière juif de Vienne